# Coppa Italia di Serie A2 2017-2018 (pallavolo maschile)
La Coppa Italia di Serie A2 2017-2018 si è svolta dal 29 novembre 2017 al 28 gennaio 2018: al torneo hanno partecipato otto squadre di club italiane e la vittoria finale è andata per la prima volta al Civita Castellana.

## Regolamento
Le squadre hanno disputato quarti di finale, semifinali e finale.

## Squadre partecipanti
| Squadra           | Qualificazione                                          | Ultima partecipazione            |
| ----------------- | ------------------------------------------------------- | -------------------------------- |
| Olimpia Bergamo   | 3ª al girone di andata Serie A2 2017-18 (girone blu)    | Debutto                          |
| Civita Castellana | 1ª al girone di andata Serie A2 2017-18 (girone bianco) | Coppa Italia di Serie A2 2016-17 |
| M&G               | 2ª al girone di andata Serie A2 2017-18 (girone bianco) | Debutto                          |
| New Real Gioia    | 4ª al girone di andata Serie A2 2017-18 (girone blu)    | Debutto                          |
| Lupi Santa Croce  | 3ª al girone di andata Serie A2 2017-18 (girone bianco) | Coppa Italia di Serie A2 2010-11 |
| Emma Villas       | 4ª al girone di andata Serie A2 2017-18 (girone bianco) | Coppa Italia di Serie A2 2016-17 |
| Marconi           | 2ª al girone di andata Serie A2 2017-18 (girone blu)    | Coppa Italia di Serie A2 2016-17 |
| Tuscania          | 1ª al girone di andata Serie A2 2017-18 (girone blu)    | Coppa Italia di Serie A2 2016-17 |

## Torneo

### Tabellone
|  | Quarti | Quarti            | Quarti |  |     | Semifinali        | Semifinali       | Semifinali |  |     | Finale            | Finale          | Finale |
|  |        |                   |        |  |     |                   |                  |            |  |     |                   |                 |        |
|  | 1bi    | Civita Castellana | 3      |  |     |                   |                  |            |  |     |                   |                 |        |
|  | 1bi    | Civita Castellana | 3      |  |     |                   |                  |            |  |     |                   |                 |        |
|  | 4bl    | New Real Gioia    | 1      |  |     |                   |                  |            |  |     |                   |                 |        |
|  | 4bl    | New Real Gioia    | 1      |  | 1bi | Civita Castellana | 3                |            |  |     |                   |                 |        |
|  |        |                   |        |  | 1bi | Civita Castellana | 3                |            |  |     |                   |                 |        |
|  |        |                   |        |  |     | 3bi               | Lupi Santa Croce | 1          |  |     |                   |                 |        |
|  | 2bl    | Marconi           | 1      |  |     | 3bi               | Lupi Santa Croce | 1          |  |     |                   |                 |        |
|  | 2bl    | Marconi           | 1      |  |     |                   |                  |            |  |     |                   |                 |        |
|  | 3bi    | Lupi Santa Croce  | 3      |  |     |                   |                  |            |  |     |                   |                 |        |
|  | 3bi    | Lupi Santa Croce  | 3      |  |     |                   |                  |            |  | 1bi | Civita Castellana | 3               |        |
|  |        |                   |        |  |     |                   |                  |            |  | 1bi | Civita Castellana | 3               |        |
|  |        |                   |        |  |     |                   |                  |            |  |     | 3bl               | Olimpia Bergamo | 1      |
|  | 2bi    | M&G               | 0      |  |     |                   |                  |            |  |     | 3bl               | Olimpia Bergamo | 1      |
|  | 2bi    | M&G               | 0      |  |     |                   |                  |            |  |     |                   |                 |        |
|  | 3bl    | Olimpia Bergamo   | 3      |  |     |                   |                  |            |  |     |                   |                 |        |
|  | 3bl    | Olimpia Bergamo   | 3      |  | 3bl | Olimpia Bergamo   | 3                |            |  |     |                   |                 |        |
|  |        |                   |        |  | 3bl | Olimpia Bergamo   | 3                |            |  |     |                   |                 |        |
|  |        |                   |        |  |     | 4bi               | Emma Villas      | 0          |  |     |                   |                 |        |
|  | 1bl    | Tuscania          | 0      |  |     | 4bi               | Emma Villas      | 0          |  |     |                   |                 |        |
|  | 1bl    | Tuscania          | 0      |  |     |                   |                  |            |  |     |                   |                 |        |
|  | 4bi    | Emma Villas       | 3      |  |     |                   |                  |            |  |     |                   |                 |        |
|  | 4bi    | Emma Villas       | 3      |  |     |                   |                  |            |  |     |                   |                 |        |

### Risultati

#### Quarti di finale
| 30 novembre 2017 Palazzetto dello Sport, Roma Durata: 1h:57 - Spettatori: 277           | Civita Castellana | 3 - 1 | New Real Gioia   | 26-24, 25-23, 22-25, 25-17 |
| 29 novembre 2017 PalaRota, Spoleto Durata: 1h:53 - Spettatori: ?                        | Marconi           | 1 - 3 | Lupi Santa Croce | 20-25, 15-25, 25-17, 19-25 |
| 29 novembre 2017 PalaMalè, Viterbo Durata: 1h:29 - Spettatori: 745                      | Tuscania          | 0 - 3 | Emma Villas      | 23-25, 21-25, 23-25        |
| 29 novembre 2017 Palasport Grottazzolina, Grottazzolina Durata: 1h:25 - Spettatori: 377 | M&G               | 0 - 3 | Olimpia Bergamo  | 21-25, 19-25, 22-25        |

#### Semifinali
| 20 dicembre 2017 Palazzetto dello Sport, Roma Durata: 2h:07 - Spettatori: ? | Civita Castellana | 3 - 1 | Lupi Santa Croce | 23-25, 25-21, 25-20, 25-19 |
| 20 dicembre 2017 PalaNorda, Bergamo Durata: 1h:27 - Spettatori: 692         | Olimpia Bergamo   | 3 - 0 | Emma Villas      | 26-24, 25-19, 25-22        |

#### Finale
| 28 gennaio 2018 PalaFlorio, Bari Durata: 2h:02 - Spettatori: 3 900 | Civita Castellana | 3 - 1 | Olimpia Bergamo | 23-25, 25-20, 25-23, 25-22 |